# Catedral de Santa Cecília d'Albi
La catedral de Santa Cecília, és una església col·legiata a la ciutat d'Albi. El temple gòtic es va construir durant dos segles, de 1282 a 1480. Major edifici de maons del món, és avui una dels monuments més visitats de França. El conjunt de la ciutat bisbal va ser afegit el 2010 a la llista de patrimoni de la Humanitat. És seu de l'arxidiòcesi d'Albi.

Santa Cecília ofereix un contrast important entre el rigor exterior d'una arquitectura defensiva i la riquesa interior d'una sumptuosa decoració. És la successora de dues esglésie romàniques, del qual no queden gaire traces. El bisbe Bernat de Castanet en va inciar la construcció des de l'any 1282.

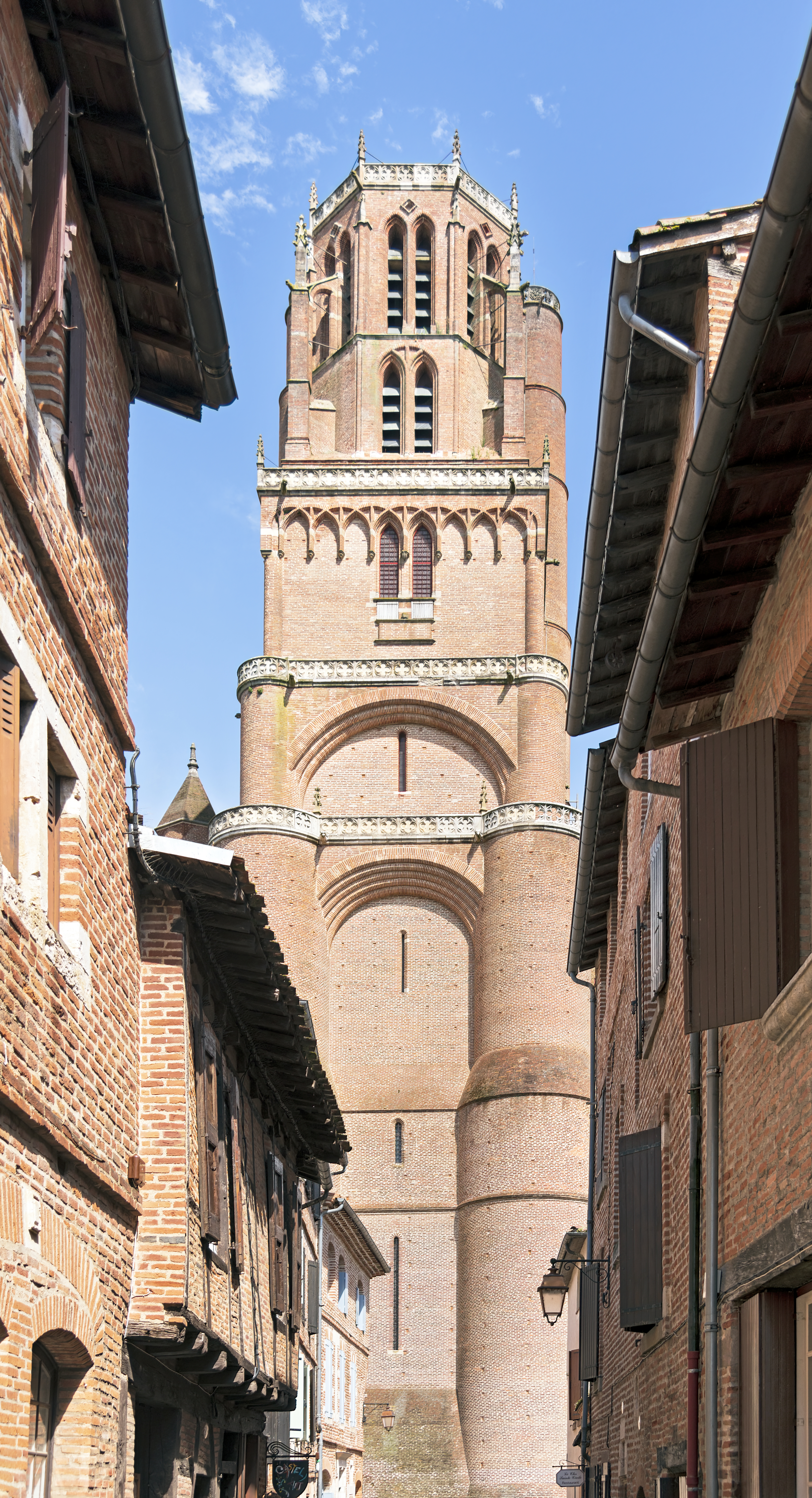
Campanar de la catedral de Santa Cecília d'Albi

Testimoni de la fe cristiana després del moviment càtar considerat per l'esglèsia catòlica com una heretgia, aquesta catedral fortalesa és una obra mestra del gòtic llenguadocià. Es tracta d'un verdader castell que es convertí en arma dissuasiva en el sistema defensiu de la ciutat.
A l'exterior, l'edifici s'ha enriquit (cap a 1392) amb la porta Dominica de Florence, d'un campanar en forma de torre de 78 m d'alçària acabada el 1492 poc després de la consagració de la catedral (1480), i del baldaquí de la porta d'entrada (1515-1540). L'interior del monument marca una ruptura amb l'aspecte massiu de l'exterior. Es pensa generalment que són artistes flamencs, desconeguts, que van realitzar la gegantina pintura mural del Judici Final (1475-1480).
Al mateix moment, artistes francesos esculpiren en gòtic flamejant l'ambó i el tancat del cor (1475-1484). Aquest conjunt de pedra està adornat d'una magnífica estatuària policroma, testimoni únic de la qualitat de l'escultura francesa del segle xv.
Els frescs de la volta formen el conjunt de pintura italiana del Renaixement més vast (97 m de longitud per 28 m d'ample) i més antic de França (1509-1513). Entre les altres riqueses de la catedral, s'hi troba un orgue clàssic francès de 1736.
| «                             | La catedral i castell d'Albí, que sembla el resultat d'una excitació tel·lúrica o de l'impacte d'un meteorit, és precisament la manifestació de la força catòlica i militar de París davant l'heretgia albigesa, que vol dir davant i en contra d'Occitània. | » |
| — Manuel Cuyàs i Gibert, 2015 | |   |